# Trois Joyaux

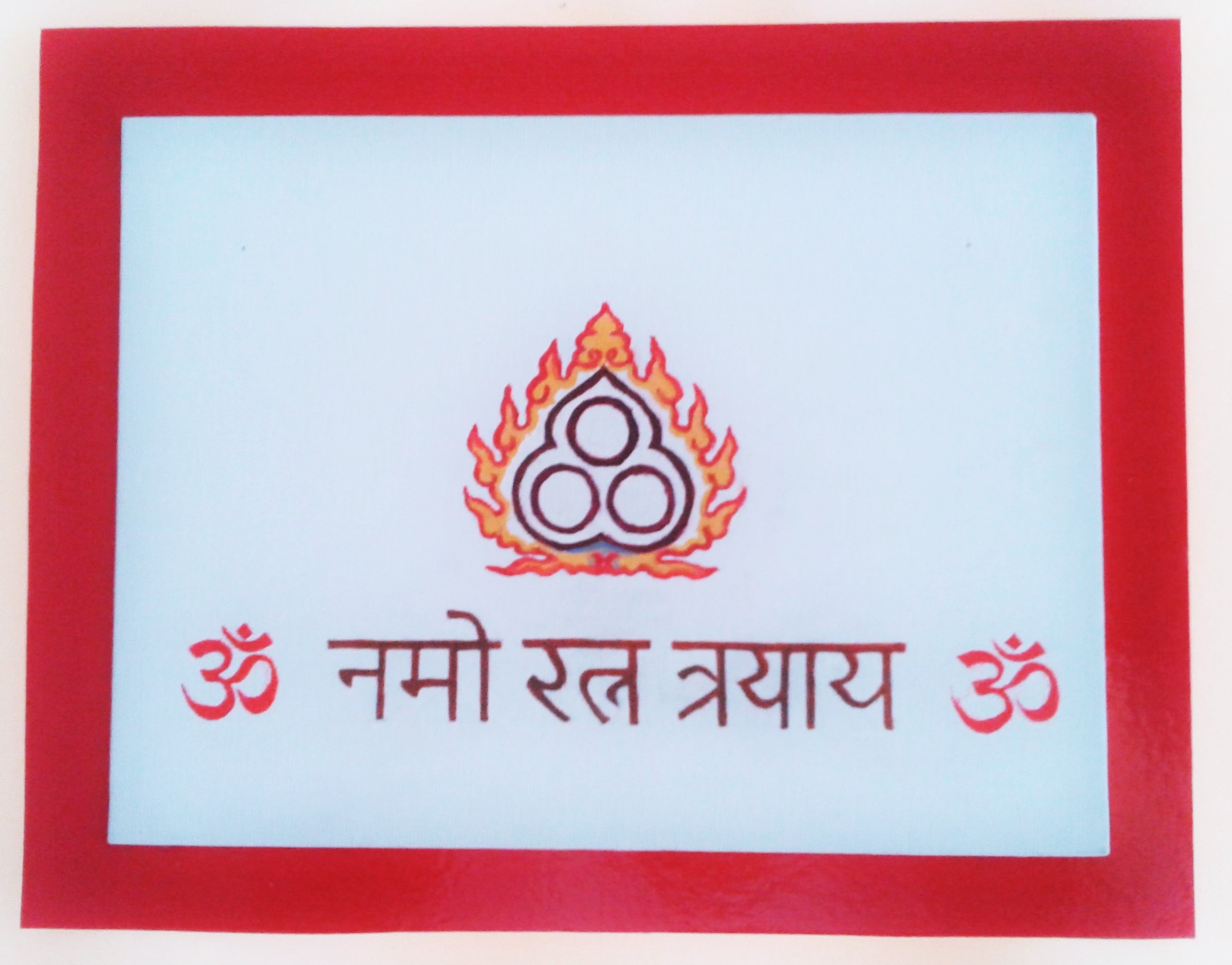
Symbole des Trois Joyaux du bouddhisme: le Bouddha, le Dharma, le Sangha. Au dessous, en sanskrit devanagari: « om namo ratna trayaya om » (Om Louange au Trois Joyaux (Triratna) Om). Peinture sur toile.

Les Trois Joyaux, (sanskrit : triratna ou ratnatraya ; pâli : tiratana ; chinois : sān bǎo  三宝, japonais sambō  三宝) ou Trois Trésors, est une notion que l'on trouve dans le bouddhisme, le jaïnisme et l'hindouisme (dans sa forme tantrique). Cette triade de joyaux est un élément fondamental en particulier du bouddhisme, où elle regroupe le Bouddha Shakyamuni, le Dharma et le Sangha. On devient bouddhiste en prenant refuge dans ces trois joyaux.

## Dans le bouddhisme
Dans le bouddhisme, on parle des trois joyaux en pali et en sanskrit, des trois trésors en japonais et en chinois, et des trois rares et suprêmes en tibétain.

### Les trois joyaux
Ces joyaux ou ces trésors sont le Bouddha historique Shakyamuni (mais dans l'école mahāyāna, il peut aussi s'agir des nombreux bouddhas du panthéon de ce courant), le Dharma (l'ensemble des enseignements du Bouddha et des bodhisattvas et des patriarches), et le Sangha (la communauté). Ils constituent des « trésors spirituels dont la valeur est insurpassable ». Le Bouddha est celui qui a découvert les vérités saintes; la Loi est la doctrine et la discipline religieuse qu'il a établies; la Communauté est l'ordre monastique qu'il a fondé. Sachant que les êtres souffrent (duhkha) et sont malades, on peut dire que le Bouddha est leur médecin qui établit les causes de la maladie, la Loi est le remède qui les guérit et la Communauté, l'infirmier qui administre le médicament. Et c'est pourquoi le disciple répète volontiers: « Parfaitement éveillé est le Bienheureux! Bien prêchée sont sa doctrine et sa discipline! De bonne conduite est la Communauté et ses disciples! »

### La prise de refuge
Un  acte essentiel pour tout bouddhiste est la prise de refuge dans les Trois Joyaux. En fait, pour être bouddhiste, il faut et il suffit de prendre refuge dans ces trois joyaux. Et pour un bouddhiste, ces « joyaux » constituent à la fois un exemple, un appui et un repère pendant la vie tout entière. Prendre refuge dans ces joyaux, c'est choisir de s'en remettre à ces trois éléments pour se libérer de la douleur, du mal-être (duhkha) qui est au cœur de toute existence. La seule voie de salut est de se tourner vers les trois joyaux et de prendre appui sur eux seuls.

### Sens des termes

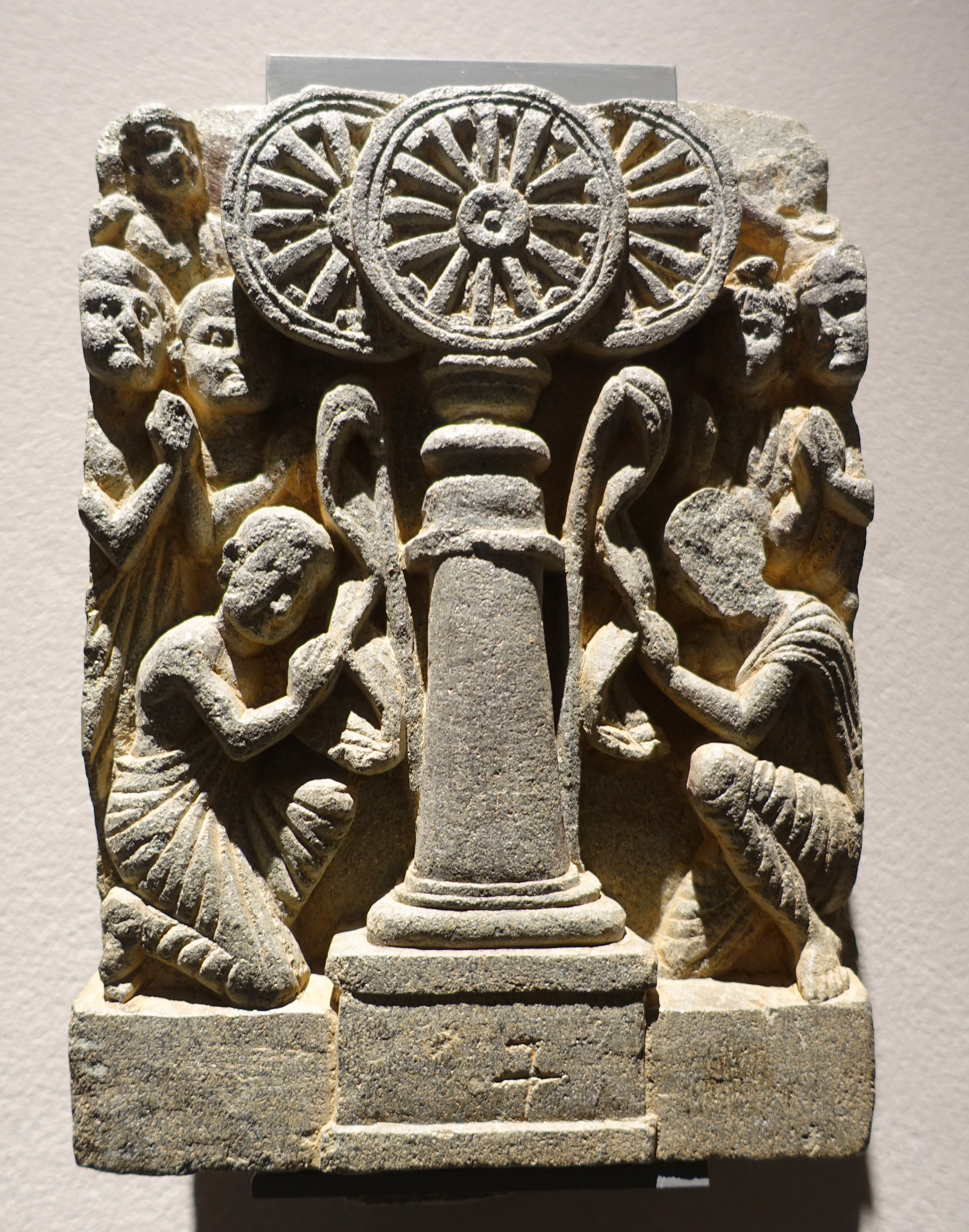
Vénération des Trois joyaux (représentés sous forme de roues). Khorasan, Gandhara, IIe siècle de notre ère. Musée ethnologique de Berlin.

Toutefois, le sens précis que recouvrent les mots « Bouddha, Dharma, Sangha », le lien qu'ils entretiennent et la manière dont il convient de les vénérer ont été l'objet de nombreux commentaires dans la tradition bouddhique,. Ainsi, dans le courant du mahāyāna, le Bouddha n'est pas seulement le bouddha historique (Shakyamuni) mais aussi l'ensemble des êtres éveillés qui cherchent le bien de tous les êtres, ainsi que la nature de bouddha qui se trouve au cœur de tous les êtres. Ce qui signifie que le Bouddha est non seulement le guide mais aussi le but ultime. Richard Gombrich souligne que le Dharma comporte plusieurs dimensions: il est normatif, et en tant que tel Loi; Vérité, si l'on souligne son aspect véridique; et enfin Doctrine, car il constitue aussi l'enseignement du Bouddha. Quant au Sangha, il se compose au sens large de tous ceux qui acceptent les principes fondamentaux du Dharma, soit pratiquement tous les bouddhistes, tant les laïcs hommes et femmes (upāsaka) que les ordonnés. Toutefois, il est souvent pris dans le sens plus étroit lieu de tous ceux qui ont été ordonnés — les bhikshu et les bhikkhuni (moines et moniales),,. 
Ces joyaux sont ainsi les éléments essentiels qui pourront mener les bouddhistes au nirvana — pour les pratiquants de l'école theravāda —, ou à l'Éveil complet permettant de devenir bouddha, pour les adeptes de l'école mahāyāna.

### Autres interprétations
Selon le sixième patriarche de l'école Chán chinoise, Huineng, dans son Sūtra de l'Estrade, les Trois Joyaux sont définis respectivement par « l'éveil » (le Bouddha), « la droiture » (le Dharma) et  (le Sangha), qui sont à eux trois « l'état naturel » des êtres.
Présentés aussi sous la forme « apprendre, comprendre et partager »[réf. souhaitée], ils sont alors le pendant positif des Trois poisons (sanskrit : triviṣāṇi) que sont l'ignorance (ou illusion), la colère (ou haine) et l'avidité (ou cupidité, convoitise).
On notera pour l'anecdote qu'au Japon, le fruit citrus sulcata porte le nom de sambokan, c'est-à-dire « agrume des trois joyaux ».

## Dans d'autres courants spirituels

### Jaïnisme
Dans le jaïnisme, les trois joyaux relèvent de la conduite éthique. Ce sont la « vue » ou « foi » correcte (samyak darshana), la « connaissance » juste (samyak jñâna) et la « conduite » droite (samyak tchâritra). La connaissance de ces éléments et leur mise en pratique mènent à la libération ou à l'éveil, le moksha. Ils doivent être mêlés aux tattva, à savoir « ce qui est vrai », « les Vérités de l'existence » (son essence, ses principes essentiels). À titre d'exemple, cette croyance que les trois joyaux permettent à l'âme (âtman) de se mettre en route vers la libération, joue un rôle central dans la manière dont des gens ordinaires donnent un sens à la place qu'ils occupent dans l'univers. Ainsi, à Jaipur, des femmes jain symbolisent cette philosophie dans des offrandes de riz au cours des rituels quotidiens au temple. Elles forment une svastika avec des grains de riz: les quatre branches de la croix symbolisent les quatre types possibles de naissance pour l'âme; elles dessinent ensuite au-dessus trois points qui représentent les trois joyaux, puis au-dessus encore une demi-lune pour marquer la demeure des âmes libérées.  
Le triratna est présenté et commenté dans un traité jaïn du XIe siècle intitulé Jñānārṇava (Jñānārṇava (en), « Océan de sagesse à propos de la méditation ») et dû à un auteur du nom de Śubhacandra. 

### Hindouisme

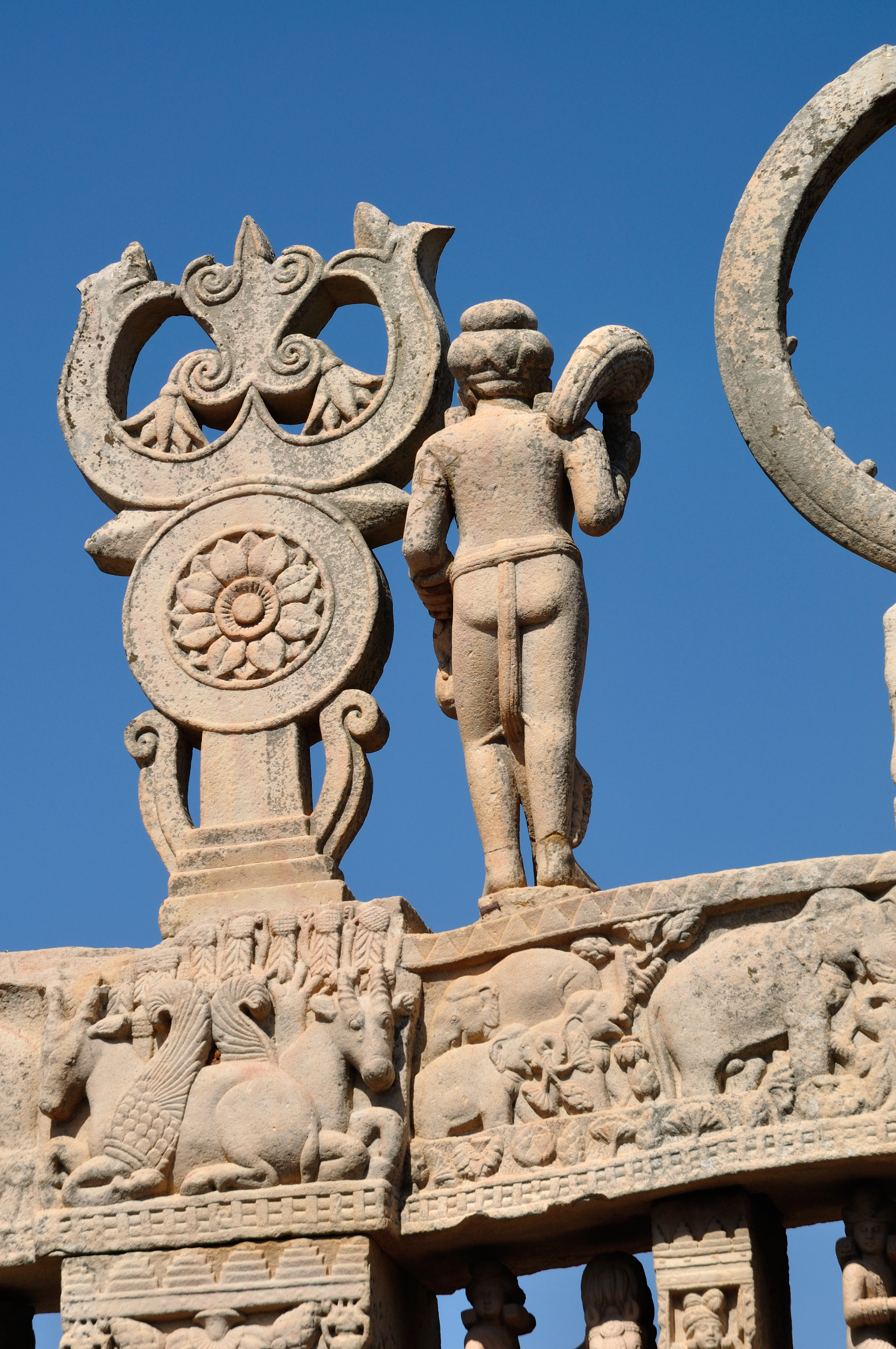
Triratna, et à droite un Yaksha portant un chamara sur l'épaule. Au sommet du triratna, un trishula, en dessous, la roue du dharma.

C'est surtout dans le versant tantrique du bouddhisme qu'on trouve le triratna. Il désigne alors la « pensée », la « respiration » (souffle) et le « sperme » (ou sexe), ; leur cessation apporterait la libération (moksha). Pierre Feuga remarque que triratna a un « sens exotérique : le Bouddha, la Loi et la Comunauté [et un] sens tantrique : la pensée, le souffle, le sperme ( = amritatraya : les trois nectars) ». 